# Pharsman IV d'Ibèria
Pharsman o Pharasman IV d'Ibèria (en georgià : ფარსმან IV, llatinitzat com Pharasmanes) fou un rei d'Ibèria de la dinastia dels cosròides, que va regnar del 406 al 409.
Era fill de Varaz Bakur II d'Ibèria i de la filla de Bakur o Bacurius, vitaxe de la Gogarene. La Crònica georgiana li assigna un regnat curt de tres anys en els quals va multiplicar les creus i va construir una església a Bolbis. Va demanar ajuda a l'Imperi Romà d'Orient, que li fou acordada, i es va revoltar contra els perses deixant de pagar el tribut.
Va morir el 409 i el va succeir el seu germanastre Mitridates IV d'Ibèria.